# نادي هكن للسيدات
نادي هكن للسيدات هو نادي كرة قدم من غوتنبرغ،السويد.تأسس في 1970.